# ありがとう〜無限のエール〜/嵐を起こすんだ Exciting Fight!
「ありがとう〜無限のエール〜/嵐を起こすんだ Exciting Fight!」（ありがとう〜むげんのエール〜/あらしをおこすんだ エキサイティング・ファイト!）は、2015年10月28日にアップフロントワークス（zetimaレーベル）から発売された℃-uteのメジャー28枚目のシングル。

## 概要
- つんく提供楽曲の含まれない唯一のシングルである。
- 初回生産限定盤A・B・C・D、通常盤A・Bの6形態で発売。初回生産限定盤A・B・CはCD+DVDで、初回生産限定盤Dとすべての通常盤はCDのみとなっている。すべての初回生産限定盤にイベント抽選シリアルナンバーカードが封入されている。初回仕様のすべての通常盤にはトレカサイズ生写真（通常盤A：「ありがとう〜無限のエール〜」衣裳のソロ5種+集合1種よりランダムにて1枚、通常盤B：「嵐を起こすんだ Exciting Fight!」衣裳のソロ5種+集合1種よりランダムにて1枚）が封入されている。
- ハロー!プロジェクト関連の楽曲としては史上初となる96kHz/24bitのハイレゾ音源（ファイルはFLAC形式）による配信シングルとなる[3]。

## 収録曲

### 通常盤A、初回生産限定盤A·C
CD
1. ありがとう〜無限のエール〜 [4:52]
作詞：NOBE、作曲：KOJI oba、編曲：soundbreakers
日本レスリング協会公認 選手団讃歌
2. 嵐を起こすんだ Exciting Fight! [4:06]
作詞：三浦徳子、作曲：星部ショウ、編曲：鈴木俊介
日本レスリング協会公認 応援ソング
3. ありがとう〜無限のエール〜 (Instrumental) [4:52]
4. 嵐を起こすんだ Exciting Fight! (Instrumental) [4:06]

初回生産限定盤A付属DVD
1. ありがとう〜無限のエール〜 (Music Video)
2. ありがとう〜無限のエール〜 メイキング映像

初回生産限定盤C付属DVD
1. ありがとう〜無限のエール〜 (Close-up ver.)

### 通常盤B、初回生産限定盤B·D
CD
1. 嵐を起こすんだ Exciting Fight! [4:06]
2. ありがとう〜無限のエール〜 [4:52]
3. 嵐を起こすんだ Exciting Fight! (Instrumental) [4:06]
4. ありがとう〜無限のエール〜 (Instrumental) [4:52]

初回生産限定盤B付属DVD
1. 嵐を起こすんだ Exciting Fight! (Music Video)
2. 嵐を起こすんだ Exciting Fight! メイキング映像

初回生産限定盤D付属DVD
1. 嵐を起こすんだ Exciting Fight! (Dance shot ver.)

## クレジット
- 作詞原案：日本レスリング協会会長・福田富昭

ありがとう〜無限のエール〜
- Track Making：soundbreakers
- Drums：佐野康夫
- Bass：宮本將行
- Piano：多畠幸良
- Guitar：菊池真義
- Violin：クラッシャー木村／金子芳子／上里はな子／石橋尚子
- Viola：三木章子／舘泉礼一
- Cello：遠藤益民／原口梓
- Chorus：船生浩美／山尾正人
- Musician Coordinator：茂住亮介（FACE MUSIC）

嵐を起こすんだ Exciting Fight!
- Guitar&Programming：鈴木俊介
- Drums：山内優
- Bass：中村泰造
- Additional Programming：hasie
- Chorus：船生浩美

## 収録アルバム
| 曲名                           | 収録アルバム               | 発売年月日     | Track No. | 備考                                                  |
| ------------------------------ | -------------------------- | -------------- | --------- | ----------------------------------------------------- |
| ありがとう〜無限のエール〜     | ℃maj9                      | 2015年12月23日 | 20        | tofubeatsによるリミックス 通常盤（EPCE-7162）のみ収録 |
| ありがとう〜無限のエール〜     | ℃OMPLETE SINGLE COLLECTION | 2017年5月3日   | Disc-3/#4 | シングルヴァージョン・アルバム初収録                  |
| 嵐を起こすんだ Exciting Fight! | ℃OMPLETE SINGLE COLLECTION | 2017年5月3日   | Disc-3/#5 | アルバム初収録                                        |